# Памятник Тарасу Шевченко (Буэнос-Айрес)
Памятник украинскому поэту и писателю Тарасу Шевченко в Буэнос-Айресе (исп. Monumento a Taras Shevchenko) расположен на территории парка Трес-де-Фебреро в районе Палермо.
Памятник был принесён в дар городу украинской диаспорой Аргентины в честь приближающегося 75-летия прибытия в страну первых иммигрантов из Галиции. Скульптором был по конкурсу выбран украинец Леонид Молодожанин, известный в эмиграции в Канаде как Лео Мол. Кроме этого памятника, Молодожанин — автор ещё нескольких памятников и бюстов Шевченко в США и Канаде. Гранитный аллегорический рельеф неподалёку от памятника выполнил аргентинский скульптор Орио даль Порто. Первый камень в основание памятника был заложен 27 апреля 1969, открытие состоялось 5 декабря 1971. В 1982 году все расходы по содержанию памятника взял на себя фонд им. Тараса Шевченко.
Памятник Шевченко состоит из двух частей: собственно статуи писателя и аллегорического рельефа. Бронзовая скульптура писателя высотой 3,45 метра установлена на постаменте из красного гранита. На постаменте высечены последние строки из стихотворения «Могила Богданова», известного также по первой строке «Стоит в селе Субботове…» (укр. Стоїть в селі Суботові...), в переводе на испанский язык. Справа от памятника установлен аллегорический рельеф длиной 4,65 метра и высотой 2,85 метра, изображающий борцов за свободу. Рельеф выполнен из сплошного гранитного блока.
Памятник Тарасу Шевченко изображен на почтовой марке Украины «Столетие первого поселения украинцев в Аргентине», которая была выпущена 16 августа 1997 года. На марке изображен памятник вместе с рельефом на фоне зеленых деревьев, аргентинского и украинского флагов. Автор марки — художник Иван Васильевич Турецкий.